# Lijst van beschermd erfgoed in Héron
Onderstaande tabel geeft een overzicht van de beschermde erfgoederen in de gemeente Héron. Het beschermd erfgoed maakt deel uit van het cultureel erfgoed in België.
| Object                            | Bouwjaar/architect | Deelgemeente | Adres | Coördinaten                 | Nummer?                | Afbeelding                        |
| --------------------------------- | ------------------ | ------------ | ----- | --------------------------- | ---------------------- | --------------------------------- |
| Kerk Saint-Hubert                 |                    |              |       | 50° 32' 57" NB, 5° 7' 9" OL | 61028-CLT-0001-01 Info | Kerk Saint-Hubert                 |
| Omgeving van de kerk Saint-Hubert |                    |              |       | 50° 33' 0" NB, 5° 7' 2" OL  | 61028-CLT-0002-01 Info | Omgeving van de kerk Saint-Hubert |